# Голий землекоп
Голий землекоп (Heterocephalus glaber) — невеликий підземний ссавець з родини Heterocephalidae, що практично не має шерсті, з непропорційно великою головою. Становлять великий інтерес для зоологів, тому що живуть колоніями, що складаються зі робочих тварин і однієї самиці — королеви, здатної до самостійного відтворення потомства. Спостереження за цими тваринами дає можливість вивчення того, як за дарвінівською теорією еволюції стало можливим одержувати потомство стерильних тварин одного покоління за іншим.

## Еволюція, систематика
Філогенетичний аналіз із використанням мітохондріальних і ядерних послідовностей генів підтвердив монофілетичність інфраряду Hystricognathi і більшість його визнаних підрозділів (парворядів, надродин). Дослідження викопних представників інфраряду показують, що надродини Hystricognathi виникли в еоцені й олігоцені і більшість родин з'явилася наприкінці олігоцену, ~ 23 Mya (млн років тому). Розбіжності, що ведуть до родів Hystricognathi, відбулися в міоцені й пліоцені, але за одним винятком. Рід Heterocephalus походить від інших африканських землекопових (Bathyergidae) на початку олігоцену (~ 31.2 Mya), коли чотири надродини Caviomorpha (Erethizonoidea і Cavioidea — 32,4 Mya, Chinchilloidea і Octodontoidea — 32,8 Mya) вперше з'явилися в Південній Америці. 
Heterocephalus має багато спільних ознак з Bathyergidae, які відповідають їхньому спільному членству в парворяді Bathyergomorphi і надродині Bathyergoidea, а також їх підземному способу життя. Утім, велика кількість черепних, стоматологічних, посткраніальних, зовнішніх і екологічних ознак відрізняє Heterocephalus від інших африканських землекопових. Ці відмінності дорівнюють або перевищують ті, які використовуються для діагностики родин з групи Caviomorpha, та виправдовують виокремлення голого землекопа у окрему родину Heterocephalidae Landry, 1957.

## Зовнішні характеристики
Дрібні холоднокровні гризуни з довжиною тіла 8-10 см, хвіст 3-4 см. Вага 30-35 г, королеви важать 50 г, окремі досягають до 80 г. Тварини ідеально адаптовані до підземного способу життя, більшість особин майже ніколи не піднімаються на поверхню. Очі мають непропорційно малі 0.5 мм, напівсліпі. Гострий слух, попри майже редуковані вушні раковини. Гарно розвинуті нюх та дотик. Ґрунт риють передніми зубами, що виступають вперед, настільки, що губи при цьому залишаються закриті, завдяки чому ґрунт не потрапляє до рота. М'язи щелеп до 25 % від загальної м'язової маси.
Мають короткі і тонкі ноги, які будучи вдало розміщеними дозволяють тварині рухатися з однаковою швидкістю як вперед так і назад. Лисі, майже повністю відсутній волосяний покрив тіла, густе волосся росте лише між пальцями лап, завдяки чому збільшується їх площа, що полегшує копання. Шкіра зморшкувата, рожево-жовтуватого кольору.

## Психо-соціальна поведінка

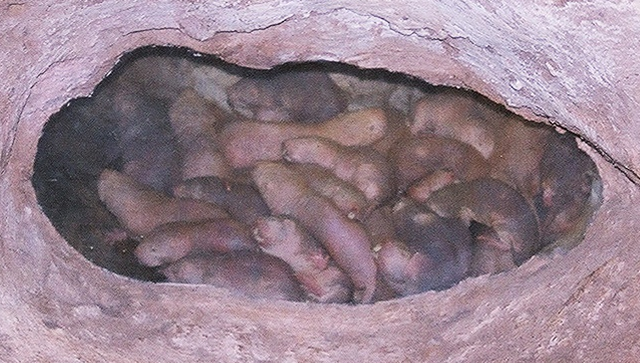
Піймані кротячі пацюки, що збилися в тісну групу.

Живуть кластерами по 75-80 особин. Єдиний вид ссавців, якому властива еусоціальність, тобто всі члени кластера є нащадками однієї королеви. Рядові члени колонії мають нормальну фертильність, проте не проявляють сексуальної активності. У разі загибелі королеви кілька рядових самиць в запеклій боротьбі змагаються за її місце. Переможниця збільшується в розмірах завдяки збільшенню відстані поміж хребцями.

## Нечутливість до болю
- Клітини шкіри голого землекопу не містять нейротрансмітера, відомого як «речовина P», котра відповідає за передачу больових імпульсів до центральної нервової системи. Тому голі землекопи не відчувають порізів і опіків. Проте після ін'єкції даного нейротрансмітера больові відчуття з'являються.
- Клітини шкіри голого землекопа нечутливі до кислоти навіть при pH менше 3,5.[4]
- Крім кислоти, шкіра землекопа нечутлива також до капсаїцина, що надає пекучість перцю чилі.[4]

## Спосіб життя
Голий землекоп мешкає в сухих саванах і напівпустелях Кенії, Ефіопії і Сомалі. Це потайні тварини-землерийки, що харчуються підземними частинами рослин, в тому числі соковитими бульбами і цибулинами. Їжу запасають у підземних коморах. Голі землекопи не п'ють води і харчуються майже виключно бульбами рослин; рідину отримують разом з їжею. В неволі їдять різноманітні фрукти і овочі.